# Seis días de Herning
Los Seis días de Herning fue una carrera de ciclismo en pista, de la modalidad de seis días, que se corría en Herning (Dinamarca). Su primera edición data de 1974, y se disputó hasta 1998 con un paréntesis de 1984 a 1994.

## Palmarés
| Año       | Ganadores                     | Segundos                       | Terceros                             |
| --------- | ----------------------------- | ------------------------------ | ------------------------------------ |
| 1974      | Leo Duyndam Ole Ritter        | Klaus Bugdahl Dieter Kemper    | Ferdinand Bracke Julien Stevens      |
| 1975      | Leo Duyndam Ole Ritter        | Klaus Bugdahl Wolfgang Schulze | Graeme Gilmore Dieter Kemper         |
| 1976      | Albert Fritz Wilfried Peffgen | Donald Allan Danny Clark       | Gert Frank Ole Ritter                |
| 1977      | Gert Frank René Pijnen        | Donald Allan Danny Clark       | Patrick Sercu Ole Ritter             |
| 1978      | Donald Allan Danny Clark      | Gert Frank René Pijnen         | Patrick Sercu Niels Fredborg         |
| 1979      | Gert Frank René Pijnen        | Donald Allan Danny Clark       | Wilfried Peffgen Kim Gunnar Svendsen |
| 1980      | Gert Frank Patrick Sercu      | Donald Allan Danny Clark       | Horst Schütz Roman Hermann           |
| 1981      | Gert Frank Hans-Henrik Ørsted | Donald Allan Danny Clark       | Wilfried Peffgen Kim Gunnar Svendsen |
| 1982      | Donald Allan Danny Clark      | René Pijnen Patrick Sercu      | Gert Frank Hans-Henrik Ørsted        |
| 1983      | Gert Frank Hans-Henrik Ørsted | Jørgen Marcussen René Pijnen   | Josef Kristen Henry Rinklin          |
| 1984-1994 | ediciones no realizadas       |                                |                                      |
| 1995      | Jimmi Madsen Jens Veggerby    | Urs Freuler Bjarne Riis        | Kurt Betschart Bruno Risi            |
| 1996      | Silvio Martinello Bjarne Riis | Jimmi Madsen Jens Veggerby     | Danny Clark Michael Sandstöd         |
| 1997      | Jimmi Madsen Jens Veggerby    | Kurt Betschart Bruno Risi      | Silvio Martinello Bjarne Riis        |
| 1998      | Kurt Betschart Bruno Risi     | Jimmi Madsen Rolf Sørensen     | Silvio Martinello Jesper Skibby      |